# 518458 Roblambert
518458 Roblambert è un asteroide della fascia principale. Scoperto nel 2005, presenta un'orbita caratterizzata da un semiasse maggiore pari a 2,5919021 au e da un'eccentricità di 0,0451503, inclinata di 28,04273° rispetto all'eclittica.
L'asteroide è dedicato all'insegnante e divulgatore di astronomia statunitense Robert Andrew Lambert.